# Roemenië op het Eurovisiesongfestival 2007
Roemenië nam deel aan het Eurovisiesongfestival 2007 in Helsinki, Finland. Het was de 9de deelname van het land op het Eurovisiesongfestival. De nationale finale, Selecţia Naţională genoemd. De TVR was verantwoordelijk voor de Roemeense bijdrage voor de editie van 2007.

## Selectieprocedure
De nationale finale bestond uit 2 halve finales die plaatsvonden op 27 januari en 3 februari. In elke halve finale namen 12 artiesten deel, waarvan 6 doorgingen naar de finale.
De finalisten werden bepaald door 50% televoting en 50% jury.
In de finale namen uiteindelijk slechts 8 artiesten deel. Van de oorspronkelijke werden er nog 3 gediskwalificeerd en eentje trok zich vrijwillig terug.

### Halve finale 1
| Volgorde | Artiest                     | Lied                     |
| -------- | --------------------------- | ------------------------ |
| 1        | Morandi and Wassabi         | Crazy                    |
| 2        | Jasmine                     | Music in my soul         |
| 3        | Spitalul de urgenţă         | Stay united              |
| 4        | Respect                     | I will love you          |
| 5        | Giulia Nahmany              | Make-it*                 |
| 6        | Daniela Răduică             | Nu insista               |
| 7        | Desperado and Tony Poptămaş | Where were you           |
| 8        | New Effect feat. Moni-K     | Sinada                   |
| 9        | Todomondo                   | Liubi, Liubi, I love you |
| 10       | Rednex featuring Ro-Mania   | Well-o-wee               |
| 11       | Nico                        | Dulce-amăruie            |
| 12       | Gabi Huiban                 | Rubber Girl              |

- Lied 5 werd gediskwalificeerd omwille van plagiaat. Het nummer zou te veel gelijkenissen vertonen met het lied Risin' van Natalia Druyts.

### Halve finale 2
| Volgorde | Artiest                        | Lied                       |
| -------- | ------------------------------ | -------------------------- |
| 1        | Moni-K                         | În lumea mea               |
| 2        | Simplu & Andra                 | Dracula, my love           |
| 3        | Tibi Scobiola                  | Nu pot să uit              |
| 4        | Nico                           | Love is all you need       |
| 5        | Celia                          | Şoapte                     |
| 6        | Ada                            | You and me                 |
| 7        | Wassabi                        | Do the tango with me       |
| 8        | Desperado and Tony Poptămaş    | European - a beautiful sin |
| 9        | Indiggo                        | Lovestruck                 |
| 10       | Ionut Ungureanu - Provincialii | Time                       |
| 11       | Trupa Veche                    | Deci 20                    |
| 12       | Marcel Pavel                   | No poder vivir             |

### Finale
| Volgorde | Artiest                        | Lied                       | Televoting | Jury | Totaal | Plaats |
| -------- | ------------------------------ | -------------------------- | ---------- | ---- | ------ | ------ |
| 1        | Nico                           | Dulce-amăruie              | 6          | 4    | 10     | 6      |
| 2        | Trupa Veche                    | Deci 20                    | 3          | 3    | 6      | 8      |
| 3        | Morandi and Wassabi            | Crazy                      | -          | -    | -      | -      |
| 4        | Marcel Pavel                   | No poder vivir             | 7          | 6    | 13     | 5      |
| 5        | Desperado and Tony Poptămaş    | Where Were You             | 5          | 12   | 17     | 2      |
| 6        | Tibi Scobiola                  | Nu pot să uit              | 4          | 5    | 9      | 7      |
| 7        | Rednex ft. Ro-Mania            | Well-o-wee                 | -          | -    | -      | -      |
| 8        | Simplu & Andra                 | Dracula, my love           | -          | -    | -      | -      |
| 9        | Todomondo                      | Liubi, Liubi I Love You    | 12         | 10   | 22     | 1      |
| 10       | Ionut Ungureanu - Provincialii | Time                       | 10         | 7    | 17     | 3      |
| 11       | New Effect & Moni-k            | Sinada                     | -          | -    | -      | -      |
| 12       | Desperado and Tony Poptămaş    | European - a beautiful sin | 8          | 8    | 16     | 4      |

## In Helsinki
Na de uitstekende prestatie in 2006, mocht het land automatisch aantreden in de finale.
In deze finale moest men aantreden als 20ste net na het Verenigd Koninkrijk en voor Bulgarije. Op het einde van de avond bleken ze op een 13de plaats te zijn geëindigd met 84 punten. 
Men ontving 2 keer het maximum van de punten.
België en Nederland hadden geen punten over voor deze inzending.

### Gekregen punten

#### Finale
| 12 punten           | 10 punten | 8 punten               | 7 punten                                       | 6 punten            |
| ------------------- | --------- | ---------------------- | ---------------------------------------------- | ------------------- |
| - Moldavië - Spanje | - Andorra | - Hongarije            | - Frankrijk - Israël - Portugal                |                     |
| 5 punten            | 4 punten  | 3 punten               | 2 punten                                       | 1 punt              |
| - Cyprus            |           | - Ierland - Oostenrijk | - Bulgarije - Griekenland - Oekraïne - Turkije | - Letland - Rusland |

### Punten gegeven door Roemenië

#### Halve finale
Punten gegeven in de halve finale:
| 12 punten | Moldavië        |
| 10 punten | Hongarije       |
| 8 punten  | Turkije         |
| 7 punten  | Cyprus          |
| 6 punten  | Servië          |
| 5 punten  | Letland         |
| 4 punten  | Slovenië        |
| 3 punten  | Wit-Rusland     |
| 2 punten  | Noord-Macedonië |
| 1 punt    | Bulgarije       |

#### Finale
Punten gegeven in de finale:
| 12 punten | Moldavië    |
| 10 punten | Griekenland |
| 8 punten  | Hongarije   |
| 7 punten  | Turkije     |
| 6 punten  | Servië      |
| 5 punten  | Bulgarije   |
| 4 punten  | Oekraïne    |
| 3 punten  | Rusland     |
| 2 punten  | Letland     |
| 1 punt    | Wit-Rusland |

1994 · 1995-1997 · 1998 · 1999 · 2000 · 2001 · 2002 · 2003 · 2004 · 2005 · 2006 · 2007 · 2008 · 2009 · 2010 · 2011 · 2012 · 2013 · 2014 · 2015 · 2016 · 2017 · 2018 · 2019 · 2020 · 2021 · 2022 · 2023 · 2024-2025